# Farmersville (Texas)
Farmersville é uma cidade localizada no estado norte-americano do Texas, no Condado de Collin.

## Demografia
Segundo o censo norte-americano de 2000, a sua população era de 3118 habitantes.
Em 2006, foi estimada uma população de 3435, um aumento de 317 (10.2%).

## Geografia
De acordo com o United States Census Bureau tem uma área de
8,8 km², dos quais 8,4 km² cobertos por terra e 0,4 km² cobertos por água. Farmersville localiza-se a aproximadamente 199 m acima do nível do mar.

## Localidades na vizinhança
O diagrama seguinte representa as localidades num raio de 20 km ao redor de Farmersville.